# William Harrop
Pour les articles homonymes, voir Harrop.
William Caldwell Harrop, né le 19 février 1929 à Baltimore (Maryland) et mort le 6 juin 2025, est un diplomate américain.
Harrop sert pendant 39 ans en tant qu'officier du service extérieur, avec des postes d'ambassadeur des États-Unis en Guinée, au Kenya et aux Seychelles, au Congo (Kinshasa) et en Israël.

## Biographie et études
William Harrop est né à Baltimore, dans le Maryland, le 19 février 1929. À l'âge de dix ans, il déménage avec sa famille au Nouveau-Brunswick, dans le New Jersey où son père, médecin chercheur travaille pour la pharmacie Bristol-Myers Squibb. Harrop fréquente la Deerfield Academy à Deerfield dans le Massachusetts. Il obtient son Bachelor d'arts du Harvard College en 1950.
Après avoir obtenu son diplôme de Harvard, Harrop cherche en vain un travail éditorial dans divers journaux. À l'invitation de Frank Boyden, le directeur de la Deerfield Academy, il passe environ cinq mois à enseigner à l'école avant d'entrer dans le Corps des Marines, dans lequel il sert pendant la guerre de Corée.

## Diplomate

### Début
Après son retour aux États-Unis, William Harrop passe et réussit l'examen du service extérieur en 1952. À l'époque, il est toujours intéressé par le journalisme et utilise le GI Bill pour obtenir une maîtrise en journalisme de l'école de journalisme de l'université du Missouri à Columbia, Missouri. Harrop accepte alors une nomination au service extérieur des États-Unis ; selon une histoire orale donnée par Harrop, « il fait partie d'un groupe considérable de personnes qui ont été retardées dans leur entrée au service extérieur pendant quelques années par le sénateur Joseph McCarthy ». Selon Harrop,« Accepter la nomination a été une décision difficile pour moi. Je n'avais aucune nouvelle du ministère depuis des mois et on m'a soudainement dit au téléphone que si je me présentais dans les neuf jours à Washington, je recevrais un rendez-vous et j'irais à Palerme. »

## Carrière du service extérieur
Harrop est entré au service extérieur un an lorsque la nouvelle classe de diplomates n'a pas suivi le cours d'orientation et de formation standard A-100 au Foreign Service Institute . L'un des fils de Harrop est né la veille de son départ pour l'Italie pour sa première affectation, au consulat général des États-Unis à Palerme, en Sicile, en 1953. Ce consulat n'aurait normalement eu que douze membres du personnel, mais en raison de la loi sur l'aide aux réfugiés, il avait explosé à au moins quatre-vingts membres du personnel. Harrop était l'un des nombreux vice-consuls là-bas. Harrop a aidé à administrer le programme d'aide aux réfugiés sur l'île, où à l'époque la mafia avait une grande influence.
Harrop a servi à Palerme de 1954 à octobre 1955, date à laquelle il a été transféré à l'ambassade des États-Unis à Rome pour y être attaché commercial adjoint sous l'ambassadeur Clare Boothe Luce et, plus tard, James David Zellerbach . Harrop a quitté Rome pour retourner à Washington à la fin de l'automne 1958. Selon l'histoire orale de Harrop des années plus tard,« je suis revenu sous la protestation parce qu'à ce moment-là j'étais devenu fasciné par les questions énergétiques et par la politique de l'énergie - l'énergie atomique en particulier. On m'a demandé de revenir pour être au bureau du personnel du département d'État, s'occupant des affectations de personnel. J'ai renvoyé un câble imprudent pour dire que si j'avais voulu faire du personnel, j'aurais rejoint Westinghouse, pas le département d'État. . . . On m'a dit sans ambages que si je voulais poursuivre ma carrière au département d'État, je devais revenir travailler au personnel. Alors je l'ai fait. » Au Bureau du personnel, Harrop a d'abord été agent de placement, puis directeur adjoint du Bureau des affectations de Washington. Vers 1961, Harrop quitte le personnel et rejoint le bureau des affaires régionales du Bureau des affaires européennes, où il remplace Arthur A. Hartman en tant que responsable de bureau axé sur EURATOM.
Au début de 1962, Harrop a été transféré à la demande de Sheldon B. Vance au Bureau des affaires africaines, où il était responsable des questions économiques au Congo alors au milieu de la crise du Congo de l'époque de la guerre froide et de la sécession du Katanga. En 1963, Harrop se rendit à Bruxelles pour y devenir agent économique de niveau intermédiaire et adjoint au conseiller économique. À Bruxelles, Harrop a servi sous les ambassadeurs Douglas MacArthur II et plus tard Ridgway Knight ; il continua à suivre les affaires africaines et fit des travaux relatifs au commerce belge. En 1966, Harrop quitte Bruxelles et se rend au Congo, passe deux ans comme officier principal au consulat américain à Lubumbashi (actuelle Elisabethville). La région était extrêmement dangereuse à l'époque; Harrop s'arrangerait pour que des C-130 soient transportés par avion au Katanga pendant la période de plus grande tension. En 1968, Harrop a quitté le Congo après avoir été affecté à des études supérieures pendant un an à la Woodrow Wilson School of Public and International Affairs de l'université de Princeton dans le cadre d'un congé sabbatique "Mid Career Program".
Harrop est retourné à Washington, DC pour devenir directeur des affaires africaines régionales au Bureau of Intelligence Research du département d'État, y servant de 1969 à 1971, sous Ray S. Cline, alors secrétaire adjoint pour le renseignement et la recherche. Harrop s'est également impliqué dans les affaires de personnel du département d'État; il a été élu à un poste au conseil d'administration de l'American Foreign Service Association, puis est devenu président, prenant un congé d'un an sans solde du département d'État en 1971. Harrop est ensuite retourné au département d'État en 1972-1973 pour rejoindre le Policy Planning Council. Harrop a quitté Policy Planning lorsqu'il a été choisi par l'ambassadeur des États-Unis en Australie, Marshall Green, pour occuper le poste de chef de mission adjoint (DCM) à Canberra. Harrop a servi comme DCM en Australie de 1973 à 1975.
Harrop est retourné aux États-Unis et était en congé dans les foyers lorsqu'il a été nommé ambassadeur des États-Unis en Guinée. Harrop a occupé ce poste du 29 mai 1975 au 15 juillet 1977. En tant qu'ambassadeur à Conakry, en Guinée, Harrop a fait face à l'hostilité du président Ahmed Sékou Touré, chef d'un mouvement panafricaniste. La mission de douze membres de Harrop était également considérablement plus nombreuse que la mission soviétique, qui comptait 1 200 personnes, et la mission chinoise, qui comptait 700 personnes. Les principaux problèmes traités pendant le mandat de Harrop à Conakry étaient les survols et les bases soviétiques dans le pays et l'aide humanitaire américaine en Guinée. En 1977, Harrop a quitté la Guinée et est retourné au Bureau des affaires africaines pour devenir adjoint principal du secrétaire d'État adjoint aux affaires africaines Richard M. Moose. Au Bureau des affaires africaines, Harrop a consacré la plupart de son temps aux questions relatives au Zaïre et à la Corne de l'Afrique en particulier la guerre de l'Ogaden entre l'Éthiopie et la Somalie, tandis que Moose a traité la plupart des questions relatives à l'Afrique australe notamment en Afrique du Sud, Rhodésie, Namibie et l'Angola.
Harrop a quitté le Bureau des affaires africaines en 1980  et est devenu ambassadeur des États-Unis au Kenya, servant du 10 juillet 1980 au 1er septembre 1983 et simultanément ambassadeur des États-Unis aux Seychelles, du 26 août 1980 au 22 septembre 1983. Le Kenya était alors dirigé par le président Daniel arap Moi. Les questions clés traitées par Harrop dans ce poste comprennent l'application de la loi sur les pratiques de corruption à l'étranger aux entreprises commerciales américaines au Kenya ; l'utilisation des côtes kényanes par les navires de la marine américaine ; conflits territoriaux entre le Kenya et la Somalie, l'Éthiopie, l'Ouganda et la Tanzanie ; et les droits de l'homme dans le pays.
Harrop est retourné à Washington pour devenir inspecteur général du département d'État et du service extérieur, servant du 12 décembre 1983 au 27 août 1986,. Harrop faisait partie d'un groupe de trois diplomates nommés par le secrétaire d'État George P. Shultz dans le cadre d'une nouvelle "équipe de direction", les autres étant Ronald I. Spiers (sous-secrétaire à la gestion) et Alfred (Roy) Atherton (directeur général du service extérieur). En tant qu'inspecteur général, Harrop a réformé les fonctions d'enquête et d'audit du bureau et a supervisé les enquêtes relatives aux allégations de corruption et de harcèlement sexuel. Harrop a supervisé les enquêtes liées à Faith Whittlesey, ambassadrice en Suisse. Il se heurte également au sénateur Jesse Helms, qui, selon Harrop, dans une histoire orale ultérieure, était « déterminé à détruire l'institution de l'inspecteur général du service extérieur » et a mené une « campagne implacable contre les professionnels de carrière du service extérieur. ».
Déçu par la performance de Harrop en tant qu'inspecteur général au département d'État, au Sénat et à la Chambre des représentants dans une série de votes bipartites, les votes unanimes ont convenu à l'unanimité d'abolir le poste d'IG de Harrop et ont créé un nouvel inspecteur général en vertu de la loi de 1978 sur l'inspecteur général. La législation interdisait à tout agent du service extérieur d'être nommé nouveau IG. Helms n'était qu'un seul sénateur. Quatre-vingt-dix-neuf autres étaient d'accord avec son évaluation de la performance de Harrop en tant qu'IG.
Harrop a ensuite été nommé ambassadeur des États-Unis au Congo, servant du 28 janvier 1988 au 18 mai 1991,. La confirmation de Harrop a été difficile, car la politique américaine au Congo était très controversée et Helms a suspendu la nomination de Harrop. Après avoir finalement été confirmé, Harrop se rend à Kinshasa, alors dominée par le général Mobutu Sese Seko.
Après son retour aux États-Unis, Harrop a été informé qu'il était l'un des candidats pour le Pakistan ou Israël. Finalement, Harrop a été nommé ambassadeur en Israël, son dernier poste; Harrop a succédé à William Andreas Brown au poste. Il a servi du 21 janvier 1992 au 7 mai 1993. Les événements importants pendant le mandat de Harrop comprenaient l'affaire Dotan, la reconnaissance de l'OLP par Israël pour la première fois et le début des pourparlers qui ont conduit à l' Accord d'Oslo I.

## Après la retraite
En 2004, Harrop faisait partie des 27 diplomates et commandants militaires à la retraite qui ont déclaré publiquement que l'administration du président George W. Bush ne comprenait pas le monde et était incapable de gérer "ni le style ni le fond" les responsabilités du leadership mondial. Le 16 juin 2004, les diplomates et commandants militaires pour le changement ont publié une déclaration contre la guerre en Irak.
Harrop est membre du Washington Institute of Foreign Affairs et administrateur de l' American Academy of Diplomacy, de la Senior Living Foundation of the American Foreign Service, des American Diplomacy Publishers, du Henry L. Stimson Center et de la Washington Humane Society. Harrop est également président du Foreign Affairs Museum Council, qui vise à créer un musée de la diplomatie américaine.
Harrop a été pendant huit ans président de la Spring Valley - Wesley Heights Citizens Association dans le district de Columbia.
Harrop a reçu le 2015 Lifetime Contributions to American Diplomacy Award de l'American Foreign Service Association (AFSA).
Harrop était l'un des cinq anciens ambassadeurs américains en Israël des administrations des deux parties (et deux autres anciens sous-secrétaires d'État ) à signer une lettre en juillet 2015 appelant le Congrès à approuver le plan d'action global conjoint, un accord nucléaire global, avec Iran,.

## Vie privée
Harrop est marié à Ann Harrop née Delavan, ils ont quatre fils et neuf petits-enfants.